# APUS Launcher
APUS Launcher    - це запускач, розроблений компанією APUS Group. Застосунок було оприлюднено в Google Play 2-го липня 2014 року. Доступний користувачам пристроїв на Android платформі. За словами Тао Лі, засновника і генерального директора APUS Group, застосунок було розроблено, щоб вирішити ряд загальних проблем в операційній системі Android, наприклад, повільна робота, складність управління та кастомізації інтерфейсу і т.д. У березні 2015, APUS Group була названа 5-м розробником у світі за версією App Annie. Згідно з даними APUS Group, охоплення користувачів APUS Launcher становить понад 250 мільйонів по всьому світі.

## Назва
Назва APUS - скорочення від «APUS Perfect User System» (досконала для користувача система)  і походить від назви сімейства птахів ряду серпокрильцеподібні.

## Основні можливості
APUS Boost: Може очищати пам'ять пристрою (RAM) шляхом закриття застосунків, що працюють у тлі. Згідно APUS Group, це найрозповсюдженіша можливість в APUS Launcher.
APUS Know: служба від APUS, що надає користувачам корисні відомості, такі як погода, трафік дорожнього руху тощо
APUS Headlines: Гарячі новини. Особливістю даної можливості є те, що користувачі можуть налаштувати розділи новин відповідно до своїх вимог.
APUS Discovery: Система радара, що допомагає користувачам знайти розповсюджені застосунки.
APUS Персоналізація: Набір тем і шпалер, створених дизайнерами APUS, а також користувачами даної Системи. 
"Розумні" теки: Функція APUS Launcher, що автоматично впорядковує застосунки користувачів і розподіляє їх по теках відповідно до категорій, щоб користувачеві було зручніше їх знайти.
Заряд +: Відстеження використання батареї.
Непрочитані повідомлення: Підрахунок непрочитаних повідомлень і відображення їх кількості на значку застосунку для текстових повідомлень, дзвінків, Facebook, WhatsApp, Wechat та ін. (потрібна підтримка APUS Message Center).